# Rhinotus hirsutus
Rhinotus hirsutus är en mångfotingart som beskrevs av Carl Graf Attems 1943. Rhinotus hirsutus ingår i släktet Rhinotus och familjen Siphonotidae. Inga underarter finns listade i Catalogue of Life.